# トロールズ バンド・トゥゲザー
『トロールズ バンド・トゥゲザー』（原題: Trolls Band Together）は、2023年のアメリカ合衆国のコンピュータアニメーション・ミュージカル・コメディ映画。
トーマス・ダムの人形「トロール・ドール」を原作としている。
『トロールズ ミュージック★パワー』（2020年）の続編であり、『トロールズ』シリーズの3作目となる。
正式にカップルとなったポピーとブランチが、フロイドを救出しつつ、解散したボーイズバンド「ブロゾーン」を再結成させようとする。

## 概要
前2作を経て、ポピーとブランチはついに正式なカップルになった。2人の距離が縮まるにつれ、ポピーはブランチには秘密の過去があることを知る。ブランチはかつて、ポピーの大好きなボーイバンド「ブロゾーン」のメンバーで、4人の兄弟、フロイド、ジョン・ドリー、スプルース、クレイと一緒に活動していた。ブロゾーンはブランチがまだ赤ん坊の時に解散し、家族も絶縁した。しかし、ブランチの弟フロイドが音楽の才能を買われ、極悪非道のポップスターの悪党コンビ、ベルベットとヴェニアに誘拐されたとき、ブランチとポピーは他の兄弟を再会させ、ポップカルチャー界で無名になるよりももっと悪い運命からフロイドを救い出すため、旅に出る。

## キャスト
※括弧内は日本語吹替。
- ポピー: アナ・ケンドリック（清水理沙） - ブランチのガールフレンドで、ポップ・トロールの女王。
- ブランチ: ジャスティン・ティンバーレイク（KENN） - ポピーのボーイフレンドであるポップ・トロール。用心深いが心優しい。
- ビバ: カミラ・カベロ（種市桃子） - ポピーの失踪した妹[3]。
- ジョン・ドリー: エリック・アンドレ（英語版）（竹内良太） - ブランチの兄弟の1人であり、「ブロゾーン」のメンバー。フロイドを救出するためにブランチの助けを必要とし、残りの兄弟を見つけてバンドを再結成することを望む。
- クレイ: キッド・カディ（中務貴幸） - ブランチの兄弟の1人であり、「ブロゾーン」のメンバー。
- フロイド: トロイ・シヴァン（鈴木崚汰） - ブランチの兄弟の1人であり、音楽の才能を狙って誘拐された「ブロゾーン」のメンバー。
- スプルース: ダヴィード・ディグス（英語版）（中谷一博） - ブランチの兄弟の1人であり、「ブロゾーン」のメンバー。
- ベルベット: エイミー・シューマー（小林ゆう） - フロイドを誘拐するポップスターのヴィラン。
- ヴェニア: アンドルー・レイノルズ（宮崎遊） - フロイドを誘拐するポップスターのヴィラン。
- クリンプ: ゾーシア・マメット（英語版）（渡谷美帆）
- ミス・マキシン: ル・ポール
- ブリジット: ズーイー・デシャネル（まつだ志緒理） - トロールズと親しくなりベルゲン家の女王となった元雑用係で、グリッスル・ジュニアの婚約者。
- グリッスル・ジュニア: クリストファー・ミンツ＝プラッセ（谷口悠） - ベルゲン家の王でブリジットの婚約者。
- サテン&シェネル: アイコナ・ポップ（堀井千砂） - ファッション・デザインの才能を持つ双子のポップ・トロールで、髪で結ばれている。
- プリンスD: アンダーソン・パーク（吉野裕行） - ファンク・トロールの王子の1人で、クーパーの双子の弟。
- クーパー: ロン・ファンチズ（英語版）（濱野大輝） - ファンク・トロールの王子の1人。家族と離れ離れになりポップ・トロールに育てられたが、その後彼らと再会する。
- タイニー・ダイアモンド: キーナン・トンプソン（木村昴） - ヒップホップ・トロールの赤ちゃんで、ガイ・ダイアモンドの息子。ラップを得意とする。
- ガイ・ダイアモンド: クナル・ネイヤー（佐藤せつじ） - オートチューニングされた声を持つポップ・トロールで、タイニー・ダイアモンドの父親。
- クラウド・ガイ: ウォルト・ドーン（英語版）（武内駿輔） - 風変わりな雲の男性。

## 製作
2020年4月9日、ジャスティン・ティンバーレイクは自身のApple MusicのMCで、本作への出演を表明し、「文字通り、贈り物のようなものだから、トロールズの映画を7本くらい作ってほしい」と語った。2021年11月22日、『トロールズ』第3作が2023年11月17日に公開されることが発表され、アナ・ケンドリックとティンバーレイクが、それぞれポピーとブランチ役で声の出演をすることが決定した。2023年3月28日、ティーザー予告の公開とともに、エリック・アンドレ、キッド・カディ、ダヴィード・ディグス、トロイ・シヴァン、カミラ・カベロ、エイミー・シューマー、アンドルー・レイノルズ、ル・ポール、ゾーシア・マメットら、本作の新キャストが正式に発表された。また、前作で監督を務めたウォルト・ドーンと、プロデューサーを務めたジーナ・シェイの続投も発表された。その後、ティム・ハイツが共同監督を務めることが発表された。同日、ドリームワークス・アニメーションは正式タイトル『Trolls Band Together』を発表した。
シェイによると、本作のアイデアは『トロールズ』（2016年）の直後に生まれたという。本作はCGIアニメーションが主体だったが、『イエロー・サブマリン』（1968年）や『ファンタジア』（1940年）にインスパイアされたアニメーションスタイルの2Dアニメーションのシークエンスも含まれている。

### 音楽
2023年3月6日、セオドア・シャピロが前作から引き続き本作のスコアを作曲した。

## 封切り

### 劇場公開
本作は2023年11月17日公開予定。新型コロナウイルス感染症の世界的流行のため、限られた劇場に加え、ビデオ・オン・デマンドでも同時公開された『トロールズ ミュージック★パワー』（2020年）とは異なり、本作は劇場限定で公開される。

### ホームメディア
Netflixとの18ヶ月契約の一環として、本作は有料放送の最初の4ヶ月間はPeacockで配信され、次の10ヶ月間はNetflixに移り、残りの4ヶ月間はPeacockに戻る。